# Rüdiger Thomas
Rüdiger Thomas (* 27. April 1940 in Dessau) ist ein deutscher Historiker.

## Leben
Nach dem Abitur 1958 an der Thomasschule zu Leipzig und Flucht in die Bundesrepublik im Oktober 1958 studierte er von 1959 bis 1963 Geschichte, Philosophie und Soziologie in Köln und München. Seit April 1964 war er wissenschaftlicher Mitarbeiter im Ostkolleg Köln, seit September 1981 Arbeitsgruppenleiter für Publikationen in der Bundeszentrale für politische Bildung, zusätzlich 1984–1994 verantwortlicher Redakteur der Zeitschrift Aus Politik und Zeitgeschichte, 2002–2003 Leiter des Medien- und Kommunikationszentrums der Bundeszentrale für politische Bildung in Berlin. Seit 2003 ist er freier Autor.

## Schriften (Auswahl)
- Marxismus und Sowjetkommunismus – Kontinuität und Wandlung. Teil 1: Grundzüge des Marxismus. Stuttgart 1971, ISBN 3-12-426500-9.
- Marxismus und Sowjetkommunismus – Kontinuität und Wandlung. Teil 2: Sowjetkommunismus. Stuttgart 1971, ISBN 3-12-426600-5.
- Mit Milan Průcha: Marx und die Folgen. Studien zur Rezeptionsgeschichte des Marxschen Denkens. Mainz 1974, ISBN 3-7758-0870-1.
- Modell DDR. Die kalkulierte Emanzipation. München 1972, ISBN 3-446-11651-6.
- Mit Karin Thomas: Himmlische Harmonien. Heilige Räume und geistliche Musik. Köln 2005, ISBN 3-8321-7596-2.
- Mit Gabriele Muschter: Frauen in Deutschland. Eine Geschichte in Bildern, Quellen und Kommentaren. Bonn 2019, ISBN 978-3-8389-7132-2.